# Francis Bacon (peintre)
Pour les articles homonymes, voir Bacon et Francis Bacon.
Francis Bacon, né le 28 octobre 1909 à Dublin et mort le 28 avril 1992 à Madrid, est un peintre britannique réputé pour ses triptyques dont l'un est le plus cher du monde, Trois études de Lucian Freud.
Peintre de la violence, de la cruauté et de la tragédie, son esprit est hanté, selon ses dires, par le vers d'Eschyle « l'odeur du sang humain ne me quitte pas des yeux ». L'œuvre de Bacon se déploie en grands triptyques mettant en scène sa vie, ses amis, son admiration pour Diego Vélasquez, Vincent van Gogh ou Pablo Picasso, ou en portraits torturés, comme pliés dans la texture de la toile, de ses amis Michel Leiris, Mick Jagger, etc.

## Biographie

### Enfance et formation

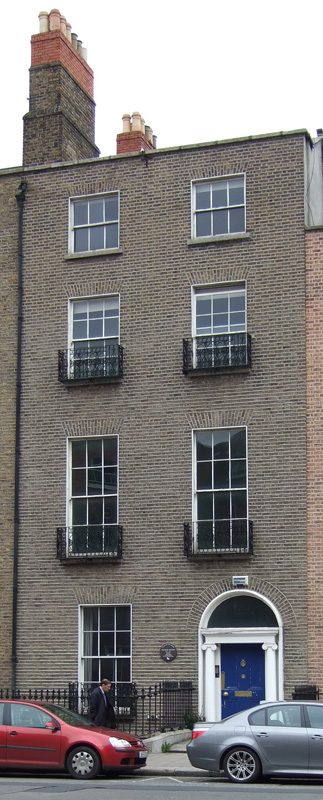
La maison natale de Francis Bacon à Dublin.

Francis Bacon naît à Dublin en Irlande de parents britanniques anglais alors que l'île est une région du Royaume-Uni. L'enfant est maladif, asthmatique, maltraité par son père. Ce dernier est éleveur et entraîneur de chevaux et affecté au ministère de la Guerre à Londres à la déclaration de la Première Guerre mondiale. La famille vit dès lors entre Londres et Dublin.
Ne pouvant suivre une scolarité normale, le jeune garçon a un précepteur. Il est rejeté par son père lorsque son homosexualité est découverte. Sa mère lui verse néanmoins une pension régulière qui lui permet de vivre à Londres.

### Les débuts du peintre
Quittant l'Angleterre, Bacon passe plusieurs mois entre Berlin et Paris, où il mène une vie de bohème, exerçant différents métiers dont celui de peintre-décorateur d'appartements. Il réalise dessins et aquarelles. De retour à Londres, en 1928, il expose dans son atelier de Queensbury Mews. Il s'installe comme décorateur et peint ses premières toiles sous la forte influence du surréalisme et de Picasso, dont il a pu admirer les œuvres lors de son séjour à Paris à la galerie Paul Rosenberg. Les dessins d'après Picasso de cette époque, visibles dans ses carnets, montrent ainsi la façon dont Bacon s'en est inspiré, et les similitudes avec le travail de celui-ci.
Bacon est un artiste autodidacte. Parmi ses influences, on reconnaît non seulement Picasso mais aussi Diego Vélasquez, Nicolas Poussin ou encore Rembrandt. Lors d'un entretien, il affirme que l'influence du surréalisme sur son travail ne provient pas de la peinture mais des films de Luis Buñuel comme Un chien andalou. Son univers pictural aurait aussi été soumis à l'influence du cinéma expressionniste allemand.
En 1930, le journal The Studio consacre à Bacon un article après l'exposition d'arts décoratifs (meubles, peintures et gouaches) qu'il a organisée dans son atelier. À partir de 1931, Bacon abandonne peu à peu son métier de décorateur pour se consacrer exclusivement à la peinture ; pour survivre, il vit de petits métiers. En 1933, il peint Crucifixion qui est reproduite dans la revue Art Now. En 1934 se tient sa première exposition personnelle à la Transition Gallery, qui est un échec. Bacon pense arrêter la peinture. En 1936, il est refusé par l'Exposition internationale du surréalisme organisée par André Breton. Il est sélectionné, en 1937, pour l'exposition collective « Young British Painters » avec Graham Sutherland et Victor Pasmore.
Affecté au Service de défense civile (en) en 1941, déclaré inapte au service militaire, Bacon s'installe un temps à la campagne puis revient à Londres et loue un atelier à Kensington. Il détruit alors quasiment tout son travail, ne conservant qu'une dizaine de toiles.

### Après la guerre
En 1945, Trois études de figures au pied d'une crucifixion provoque le scandale lors de son exposition à la Lefevre Gallery. Le tableau, d'une rare violence expressive, choque au lendemain de la Seconde Guerre mondiale où l'on préfère oublier les images d'horreur que celle-ci a engendrées. Ces corps ramassés à l'extrême, tordus et écrabouillés, musculeux, disloqués, ravagés, ces distorsions crispées, ces contractures paroxystiques, ces poses quasi acrobatiques, sont d'abord signes de fulgurances nerveuses et d'un emportement furieux, presque athlétique, plus somatiques que psychologiques de la mystérieuse animalité d'anthropoïde solitaire et désolée qui est en chaque homme. Le tableau est acquis en 1953 par la galerie Tate de Londres.
Bacon part vivre à Monaco en 1946. Son tableau Peinture 1946 est acheté par le musée d'art moderne de New York en 1948. Le peintre débute les fameuses séries de « Têtes », s'inspire de Vélasquez pour la série des « Papes » et utilise les photographies d'Eadweard Muybridge comme source d'inspiration. Il rencontre le peintre Lucian Freud dont il peint un premier portrait en 1951. Par l'intermédiaire d'Isabel Lambert (Rawsthorne), il rencontre à Paris Giacometti et Picasso, mais aussi Leiris et Bataille.
En 1952, Bacon expose des paysages inspirés de la Provence et de l'Afrique du Sud, qu'il a découverte lorsqu'il y a rendu visite à sa mère l'année précédente. En 1953, il peint Deux Lutteurs.
En 1954, avec Ben Nicholson et Lucian Freud, Bacon représente la Grande-Bretagne à la XXVIIe Biennale de Venise. En 1955 se tient une première rétrospective à l'Institute of Contemporary Arts de Londres. En 1956, Bacon fait un voyage au Maroc.
1957 est l'année de sa première exposition à Paris et de la création de la série des « Van Gogh » inspirée par la vie du peintre et par la destruction de ses toiles pendant la Seconde Guerre mondiale.
En 1958, Bacon signe son contrat avec la galerie Marlborough (en) qui devient son marchand. Les expositions en galeries et les rétrospectives se succèdent à partir de cette date.

### 7 Reece Mews, South Kensington
En 1959, Bacon participe à la Biennale de São Paulo. En 1961, sa galerie l'installe dans une maison de deux étages située au 7 Reece Mews, South Kensington, à Londres. Son atelier est situé à l'étage, dans une petite pièce qu'il ne nettoie jamais et qui s'encombre de tubes de peinture vides et de livres, revues, journaux, photographies usagés et tachés dont il s'inspire.
En 1964, Bacon peint son premier grand triptyque, Trois études pour une crucifixion, qui est acquis par le musée Solomon R. Guggenheim de New York. Le triptyque devient une des formes récurrentes de son travail. Bacon rencontre George Dyer qui devient son amant, son confident et son modèle pour de nombreuses toiles. C'est deux jours avant la première rétrospective de Bacon à Paris, au Grand Palais, en octobre 1971, que Dyer se suicide dans leur chambre de l'hôtel des Saints-Pères. Bacon lui dédiera une suite de triptyques.
Influencé par son ami Michel Leiris et par son goût pour la violence, Bacon réalise trois Études pour la corrida en 1969, dont l'Étude pour une corrida no 2 (musée des beaux-arts de Lyon), qui a servi pour l'affiche de la feria de Nîmes en 1992. L'Étude pour la corrida no 1 est décrite par Jean-Claude Lebensztejn comme un tableau où « le public dans l'arène paraît comme projeté sur un panneau coulissant » tandis que, dans la deuxième version (Étude no 2), le panneau est blanc et une ombre noire semble flotter. La violence, mais aussi l'aspect sexuel de la corrida attiraient Bacon, qui la considérait, à l'instar de la boxe, comme « un apéritif merveilleux pour l'amour ».
Au milieu des années 1970, Francis Bacon fait de fréquents séjours à Paris où il dispose d'un atelier dans le quartier du Marais, au 14 rue de Birague.

### Isabel Rawsthorne

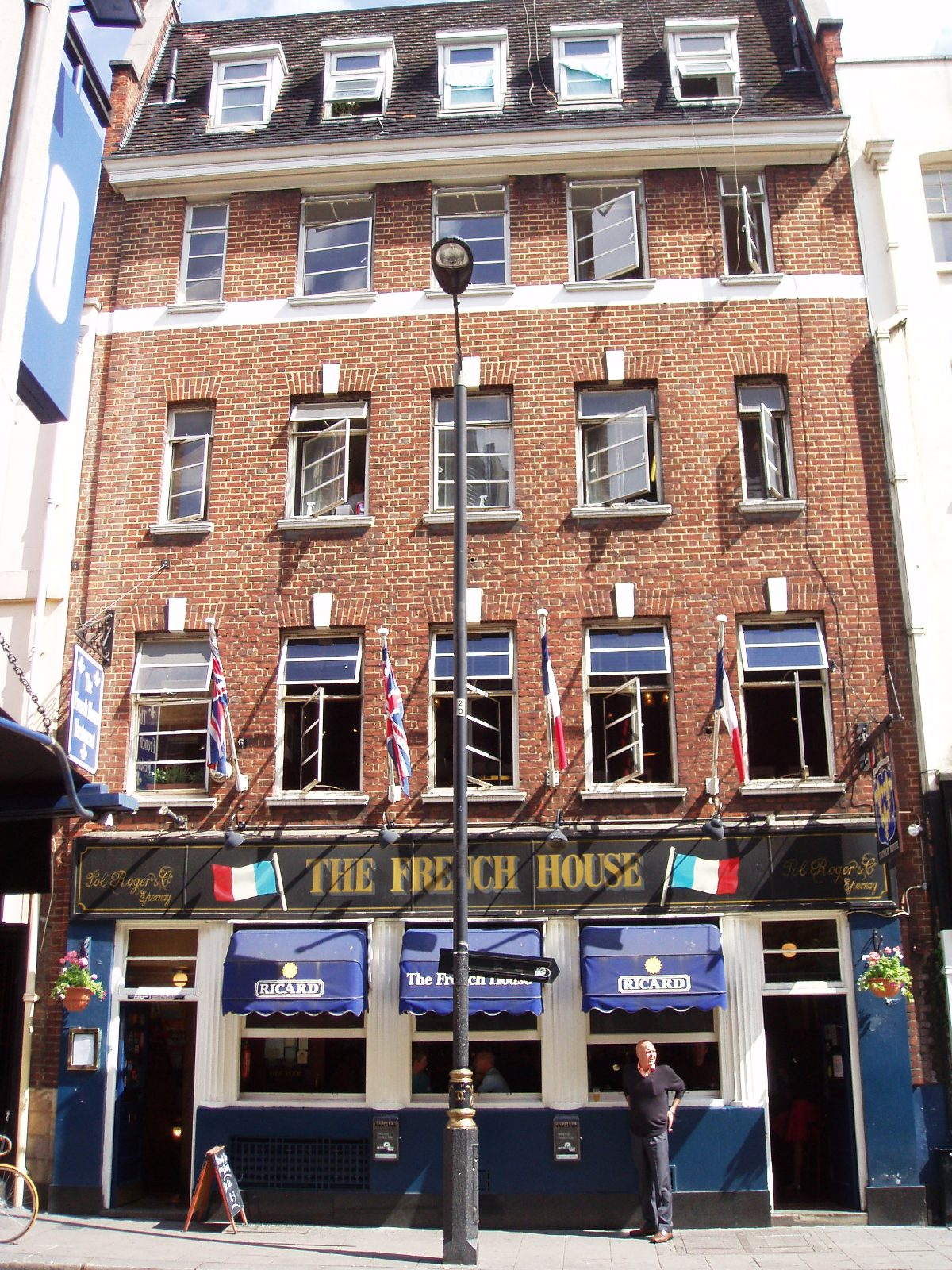
Le fameux pub The French House, au quartier de Soho, à Londres

De 1964 à 1971, Francis Bacon réalise une série de quatorze portraits de la peintre Isabel Rawsthorne dont le plus célèbre, « Isabel Rawsthorne debout dans une rue de Soho ». Figure emblématique de Londres, Isabel Rawsthorne est une amie de longue date de Francis Bacon, ils exposaient ensemble en 1949. À son décès en janvier 1992, Bacon déclara qu'elle avait été son unique amour féminin avant de décéder lui-même quelques mois après.
Au long de sa carrière, Bacon affine son style, délaissant les images de violence crue de ses débuts pour préférer « peindre le cri plutôt que l'horreur ». Il avance que la violence doit résider dans la peinture elle-même plutôt que dans la scène qu'elle montre.
Francis Bacon s'éteint en 1992, alors qu'il est en voyage à Madrid. John Edwards, son dernier compagnon, fait don de son atelier à la Hugh Lane Municipal Gallery de Dublin. L'atelier est photographié, puis déplacé et reconstruit à l'identique.
Après la mort de Bacon, John Edwards attaque la galerie Malborough devant les tribunaux britanniques pour abus de confiance et détournement de fonds. La galerie avait déjà été condamnée en 1975 (en) par un tribunal de New York à dédommager les héritiers de Mark Rothko pour des faits quasiment identiques. Edwards devra finalement retirer sa plainte, une vidéo prouvant que Bacon avait connaissance des éléments sur lesquels celle-ci se fondait et ne s'y opposait pas.
Francis Bacon fut un artiste prolifique qui a laissé de très nombreux entretiens et documentaires audio et vidéo (par exemple avec le photographe Francis Giacobetti), où il exprime avec clarté ce qu'est pour lui l'art de la peinture.
Il était également connu pour être une figure habituelle du pub londonien The French House, où aurait eu lieu la rencontre avec Johnny Hallyday chaperonné par Mick Jagger en 1963.
Il se dit amoral et athée.

## Œuvre
Bacon a travaillé avec la plupart des médiums (gouache, aquarelle, pastel, huile…) ainsi que la plupart des techniques d'estampe (gravure, lithographie…).

### Expositions personnelles (sélection)
- 1934 : Londres, Transition Gallery (d)  ;

- 1962-1963 : Londres, Tate Gallery (aujourd’hui Tate Britain) ;
- 1965 : Hambourg, Kunstverein ;
- 1971-1972 : Paris, Grand Palais ;
- 1976 : Marseille, musée Cantini ;
- 1989-1990 : Los Angeles, County Museum of Art ;
- 1996 : Rabastens-de-Bigorre, festival d'art contemporain (aujourd'hui disparu) ;
- 2008 - 2009 : Londres, Tate Britain (rétrospective) ;
- Février-avril 2009 : Madrid, musée du Prado ;
- 2016 : Francis Bacon : Monaco et la culture française, Monaco, Grimaldi Forum (2 juillet - 4 septembre 2016) ;
- 2016 : Francis Bacon : de Picasso à Vélasquez, Bilbao, musée Guggenheim (30 septembre 2016 - 8 janvier 2017) ;
- 2019 : Francis Bacon : Bacon en toutes lettres, Paris, Centre Pompidou (11 septembre 2019 - 20 janvier 2020) [21]

### Quelques œuvres (sélection)
- 1944 : Trois études de figures au pied d'une crucifixion
- 1946 : Peinture (1946)
- 1950 : Fragment of a Crucifixion
- 1953 : Étude d'après le portrait du pape Innocent X par Velázquez
- 1954 : Personnage avec quartier de viande
- 1962 : Trois études pour une crucifixion
- 1964 : Three Figures in a Room (Trois personnages dans une pièce)
- 1965 : Crucifixion
- 1966 : Portrait de George Dyer à bicyclette
- 1968 : Portrait de George Dyer dans un miroir
- 1969 : Étude pour une corrida n° 2
- 1971 : Triptyque en hommage à George Dyer[22]
- 1973 : Triptyque Mai-Juin 1973
- 1976 : Portrait de Michel Leiris
- 1983 : Œdipe et le Sphinx d'après Ingres
- 1991 : Triptyque

#### La cote
Francis Bacon a été de son vivant l'un des artistes les mieux cotés. Les prix de ses œuvres restent encore parmi les plus élevés du marché de l'art mondial.
- Le tableau Version No 2 of Lying Figure with Hypodermic Syringe est adjugé, en 2016, par Christie's London pour 20,24 M£[23].
- Une deuxième version d'une Étude pour une corrida no. 1 est adjugée le 14 novembre 2007 par Sotheby's New York pour 45,96 M$[24].
- Un Autoportrait 35 x 40 est adjugé, le 14 novembre 2007, par Sotheby's New York pour 33 M$[25].
- Le 14 mai 2008, Tryptich (1976) est adjugé par Sotheby's pour 86,2 M$[26].
- Trois études de Lucian Freud (1969) est adjugé pour la somme de 142,4 M$ par Christie's New York le 12 novembre 2013, devenant ainsi le « record » mondial de vente d'une œuvre de Francis Bacon et le record mondial de prix de vente d'un tableau[27]. Ce record sera battu le 11 mai 2015 par Les Femmes d'Alger (version O) de Picasso, adjugé par Christie's New York pour 179,3 M$[28].
- L'un de ces triptyques est vendu pour 84,6 millions de dollars en juin 2020 par la maison de ventes Sotheby's[29].

## Bacon dans les arts

### Peinture
Le tableau Mémoire (Bacon d'après Montgomery) du peintre péruvien Herman Braun-Vega (2007) est un portrait de Francis Bacon où il est mis en scène confronté à son œuvre. Dans ce tableau, Braun-Vega souligne la filiation artistique de Francis Bacon avec Picasso et Vélasquez en juxtaposant une crucifixion de Picasso et le portrait du pape Innocent X de Vélasquez sur un personnage assis de Bacon, emprunté à l'une des Trois études de Lucian Freud.

### Cinéma et vidéo
Certains épisodes de la vie de Bacon ont été portés au cinéma par John Maybury dans son film Love Is the Devil (titre original : Love Is the Devil: Study for a Portrait of Francis Bacon), nommé au Festival de Cannes de 1998 pour le prix « Un certain regard » et sorti sur les écrans en France en décembre 1998, pour l'anecdote, c'est Daniel Craig, le futur James Bond, qui incarne George Dyer, l'amant du peintre qui se suicide à Paris).
Par ailleurs, les œuvres de Francis Bacon ont influencé la conception visuelle de certains films, tels Le Dernier Tango à Paris, The Cell, Le Silence des agneaux, la série des Hellraiser ou encore L'Échelle de Jacob.
Cette influence se ressent également dans le domaine des jeux vidéo avec la saga Silent Hill. On peut également voir certaines de ses toiles dans le jeu vidéo Slenderman.
De même, le clip de la chanson Des heures hindoues d'Étienne Daho, réalisé par Sébastien Chantrel en 1988, est inspiré par les tableaux de Bacon.
Serge Gainsbourg fera référence à Bacon dans la chanson « Kiss Me Hardy ».
Dans le long-métrage Batman de Tim Burton réalisé en 1989, son œuvre intitulée "Figure with Meat" (1954) apparaît dans le musée de Gotham City. Le tableau est d'ailleurs épargné de vandalisme par Joker.
Le Cri du sorcier, de Jerzy Skolimowski, s'inspire de l'œuvre peinte de Bacon. Plusieurs représentations de ses dessins ou tableaux apparaissent dans le film et sont en rapport, parfois direct, avec certaines scènes.
Le peintre français Michel Potage déclare s'inspirer de Francis Bacon dans son univers visuel.

### Danse
Un ballet de Wayne McGregor, L'Anatomie de la sensation, créé à l'Opéra de Paris en 2011, s'inspire de l'œuvre de Bacon.

### Littérature: les écrits de Michel Leiris à propos de Francis Bacon
En 1966, Francis Bacon rencontre Michel Leiris, écrivain, ethnologue et critique d'art français. Dix ans plus tard, il exécute son portrait après qu’ils sont devenus de très bons amis (ce qu’il réitérera en 1978). Leiris fait connaître l’œuvre de Bacon en France et lui consacre plusieurs ouvrages considérés aujourd’hui comme des références en la matière.
Il écrit en 1974 Francis Bacon ou la vérité criante, en 1983 Francis Bacon, face et profil et, en 1989, Bacon le hors-la-loi. Son ouvrage Francis Bacon ou la brutalité du fait parait en 1995. Par ailleurs, Leiris préface le catalogue Le grand jeu de Francis Bacon de l’exposition de ses œuvres récentes à la galerie Claude Bernard en 1977 et propose une introduction à ses entretiens avec son ami David Sylvester.
À travers ses différents écrits, Leiris use de « mots-antennes » qui structurent ses idées et son point de vue sur la peinture de l’artiste « qui s’écarte de tous les sentiers battus ». Ces mots-antennes servent de balises dans le texte et peuvent être des points de repère pour le lecteur de la section.

#### Présence et vie
Au fil de ses textes, Leiris met en exergue la singularité des toiles de Bacon caractérisées par leur vie et leur présence. En effet, il distingue deux modes d’existence : celui des œuvres de certains peintres qui existent au même titre qu’une chaise ou une table et celui des toiles de Bacon ou d’autres artistes comme Velasquez ou Picasso qui existent,. Cette existence totale, durable (critère qualitatif chez Leiris) et incontestable des toiles baconiennes semble suffisamment rare dans le paysage de l’art pour être soulignée avec insistance, prouvée à maintes reprises, comme si cette fascination du spectateur ne pouvait pas n'être qu’évoquée. Selon Leiris, l’œuvre est caractérisée par le fait absolu d’exister, qui conduit à penser cette présence que l’on retrouve aussi chez Alberto Giacometti (« tableaux criants de présence »). Cette présence est plurielle puisqu’elle est tout d’abord attachée au tableau en tant que tel, qui est accroché dans un lieu d’exposition et vu par le spectateur. Elle est aussi pensée comme la présence du figuré, du sujet du tableau, de ce qui est mis en évidence sur la toile, de ce que Bacon a voulu nous présenter. Elle est aussi la présence du peintre ou plutôt de l’action de peindre derrière laquelle l’artiste se trouve. La présence de l’œuvre est de ce fait aussi celle de son initiateur. Enfin, cette présence est aussi celle du spectateur mis en présence de lui-même par la représentation du monde dans lequel il vit. Par l’œuvre d’art, le spectateur est tiré de son habitude, de son inconscience latente, pour se rendre compte avec une acuité exceptionnelle de sa présence dans le monde.
Leiris décrit les œuvres de Bacon comme des « êtres d’un type particulier et non des simulacres dénués de vie propre » : en ce sens, le peintre offre plus qu’une représentation et donne vie à une autre réalité. Il refuse de faire porter un message à son œuvre ou d’être qualifié d'expressionniste, son but est de « pratiquer une peinture sans distance aucune », une peinture de l’immédiateté qui puisse agir directement sur le spectateur et évoquer le monde contemporain. C’est pourquoi la peinture de Bacon propose un certain dépouillement, une absence de symbole ou de métaphore, elle s’apparente plus à un jeu, lui qui en était grand amateur. Leiris tente un parallèle avec le jeu de la roulette qui renvoie lui aussi à l’immédiateté par sa rapidité et son caractère aléatoire. Il met en évidence le fait que Bacon n’est pas tellement prédisposé à produire de l’atroce ou de l’insolite, avant tout il y a un véritable « désir de toucher le fond même du réel ». Cette réalité est offerte au présent, bien plus, dans un « présent absolu » qui n’a jamais recours au symbolisme.

#### Tension
Bacon emploie lui-même le terme de « tension » pour caractériser sa peinture, notamment dans les entretiens qu’il a accordés au critique d’art David Sylvester, et Leiris reprendra ce terme comme un fil conducteur.
Cette tension est établie entre « la volonté de figurer » et « celle de ne pas illustrer », mais aussi entre « accidents purs » et « accidents suscités ». Ainsi, Bacon souhaite présenter au spectateur une figure fidèle au modèle original mais qui ne passera pas par les codes classiques de la représentation réaliste car cette dernière ne soulève pas suffisamment l’attention pour être marquante, fait trop partie des habitudes du spectateur et est, justement, trop illustrative. Bacon fait se confronter l’irrationnel et le rationnel en acceptant ces « accidents » dans sa peinture et en jouant avec eux, les premiers (« accidents purs ») étant liés au caractère incertain du maniement du pinceau ou de la brosse et les seconds (« accidents suscités ») provoqués par projection de peinture ou par frottage avec un chiffon afin d’aller au-delà d’une figure trop calquée. Cet état de fait conflictuel ne doit jamais trouver de résolution afin de toujours maintenir l’idée d’un inachèvement puisque, selon Leiris, « une œuvre finie, réussie, “achevée” et […] figée, [passe] de l’autre côté de la vie ».

#### Refus de l'illustratif et figuratif
Bacon se veut peintre figuratif et considère l’illustration d’un mauvais œil. En effet, depuis la photographie et le cinéma, les peintres ne sont plus chargés de cette tâche illustrative, cette tradition de la re-présentation n’a plus lieu d’être et il n’existe alors plus que deux extrêmes : le reportage direct (rendu possible par les nouveaux moyens techniques) et le grand art. Bacon tente alors de donner une nouvelle fonction à l’art qui serait de créer un second monde, parallèle à celui existant. Sa volonté est toujours de rejoindre la réalité dans sa peinture mais il accepte, afin d’atteindre son but, d’emprunter des chemins de traverse, de faire un pas de côté. Bacon offre une image d’autant plus forte et réelle qu’elle n’est pas extrêmement fidèle et par là, « engoncée par trop dans la convention ». Aussi, la distorsion, absolument flagrante et évidente dans sa peinture, se justifierait entre autres, d’après Leiris, par cette volonté de réalité et de vie : « la réalité d’un corps a chance d’être plus intensément sentie si on a l’impression que ce corps, du fait de se trouver dans un équilibre douteux (posture qui est l’inverse d’un repos) ou dans un état d’effort, a une perception de lui-même plus intense. ». La « sensation de présence » et la vie émanant du tableau sont ainsi accentuées par le contraste entre cette distorsion des figures et le naturalisme du décor.

#### Décor et figure
Le décor semble constituer, dans les tableaux de Bacon, la condition du « surgissement d’une présence ». Il est la plupart du temps peint en à-plat, neutre tandis que le sujet est figuré à coup de « superpositions de traits et de couleurs ». Le motif par excellence est pour Bacon le portrait, ce qui est le plus animé par la vie c’est-à-dire l’être humain et c’est le plus souvent dans un espace restreint que le peintre le figure afin de le valoriser le plus possible, de le mettre en évidence, presque à outrance. Les décors des portraits de Bacon sont de simples « contenants », au sens où ils n’ont pas de valeur à proprement parler (excepté le rôle d’actualisation accordé aux objets industriels de la vie quotidienne : fauteuil tournant, divan, bidet, rasoir, ampoule électrique, parapluie…), mais ils témoignent aussi du besoin d’enfermer le sujet afin de mieux le mettre à distance du spectateur (rôle également accordé au verre apposé sur les toiles à la demande de Bacon). Cette distanciation permet d’accorder à l’œuvre un certain pouvoir et d’en quelque sorte la sacraliser (si l’on peut ôter toute dimension religieuse au mot). Peut-être Bacon a-t-il besoin de cette même distance lorsqu’il travaille, puisqu’il s’aide de photographies ou peint de mémoire mais ne supporte rapidement plus la présence d’un modèle qui poserait. Leiris évoque dans Francis Bacon ou la Brutalité du fait la deuxième version du « nu avec seringue hypodermique » de 1968 et tente d’éclairer la fonction de la seringue, « évocatrice d’extases prohibées ». Il la conçoit comme l’élément permettant d’ancrer l’œuvre dans la réalité, dans l’actualité puisque s’agissant d’un nu, elle pourrait tout aussi bien se parer d’une dimension mythologique. Le brassard rouge a très certainement le même rôle dans le « triptyque de la crucifixion » de 1965 : par son poids historique, il « rend plus tangible » la figure. Cette « sensation de présence » est ainsi accentuée par le contraste entre le naturalisme du décor et la distorsion des figures.